# Малео
Малео (итал. Maleo, ломб. Malé, лат. Maletum) — коммуна в Италии, располагается в регионе Ломбардия, подчиняется административному центру Лоди.
Население составляет 3322 человека, плотность населения составляет 166 чел./км². Занимает площадь 20 км². Почтовый индекс — 20076. Телефонный код — 0377.
Покровителями Малео считаются святые Гервасий и Протасий, празднование в четвёртое воскресение октября.